# Lišajevi
Lišajevi (lat. Lichenes) složeni su organizmi, izgrađeni od minimalno dva člana: mikobionta – gljiva i fotobionta – algi i/ili cijanobakterija, združenih u mutualističku simbiotsku zajednicu. No, postoji i struja znanstvenika koji tvrde da je odnos u biti drugačiji, da mikobiont drži fotobionte zatočenima. Glavni dio, od kojega zavisi oblik i izgled lišaja i koji količinski predvladava je gljiva. Hife gljiva su tako gusto isprepletene, da grade lažno tkivo, plektenhim.
Članovi ove simbioze se međusobno dopunjuju tako što:
- alga (fotobiont)i/ili cijanobakterija/modrozelena alga obavljaju fotosintezu, a cijanobakterije mogu i vezati dušik
- gljiva (mikobiont) iz grupe askomiceta (lat. Ascomycetes) ili bazidiomiceta (lat. Basidiomycetes) ili deuteriomiceta (lat. Deuteriomycetes) svojim hifama pruža mehaničku zaštitu cijelom sustavu, od isušivanja, herbivora...

Simbiozom algi i gljiva nastaje organizam s osobinama koje inače nemaju ni jedna ni druga vrsta udruženih organizama i koje su toliko neobične da se vrlo često lišaji nazivaju "kaosom prirode".

## Galerija
- Rhizocarpon
- Xanthoria
- Ochrolechia
- Physcia – staro stablo obraslo lišajem
- Pseudoevernia